# まめサタ
『まめサタ』は、テレビ静岡にて2011年5月14日から2013年3月30日まで放送された土曜昼のローカル情報バラエティ番組である。
モノラル放送（モノステレオ放送）・ハイビジョン制作。

## 概要
2011年5月14日に約9年半続いた『テレしず通りパロパロ』の後番組としてスタート。内容は前番組同様、生活・健康に関する話題やグルメ情報・イベント情報を中心に放送された。
2013年3月30日をもって終了。同局による土曜正午の生放送バラエティ番組は本番組を以て終了（廃枠）となったが、半年後の9月30日から平日15時台（2015年4月からは平日16時台）にて『情報ワイド てっぺん静岡』が開始。本番組の終了はこの平日夕方枠（2021年5月時点では『ただいま!テレビ』）に制作体制を移行・集約させる目的もあったとされる。

## 出演者

### 司会
- ヒデ（ペナルティ）
- 平野有海[1]（当時テレビ静岡アナウンサー)

### レギュラーコメンテーター
- 松村麻子[1][2]
- 園田正世[2]
- 高橋正純[1][2]

### レギュラーリポーター
全てテレビ静岡アナウンサー（放送時点）。
- 永井俊樹[1]
- 矢羽々恵匡
- 北村花絵[2]
- 小松建太
- 伊藤弘美

### 不定期リポーター
- 庄司智春（品川庄司）
- しずる（池田一真・村上純）
- おかもとまり
- たんぽぽ（川村エミコ・白鳥久美子）

## 放送期間
- 2011年5月14日 - 2013年3月30日 土曜12:00 - 12:55（日本時間）